# Saison 3 de Leverage
Chronologie
Saison 2 Saison 4
Cet article présente les seize épisodes de la troisième saison de la série télévisée américaine Leverage.

## Généralités
Les 13 premiers épisodes ont été diffusés puis après une pause de deux mois la chaîne a diffusé les trois derniers.

## Synopsis
Nathan Ford alias « Nate » a une vie bien tranquille et rangée jusqu'au jour où un grave incident va le bousculer dans sa vie privée et va lui donner envie de contrecarrer les injustices. Il va tout d'abord commencer par monter une équipe composée de voleurs et hackers de haute-volée. Ensuite, comme des Robin des Bois des temps modernes, ils vont allier leurs forces pour combattre ces injustices et dépouiller les personnes les plus crapuleuses, riches et influentes qui utilisent leur pouvoir et leurs biens pour abuser des autres.

## Distribution

### Acteurs principaux
- Timothy Hutton : Nathan « Nate » Ford, ancien enquêteur pour les fraudes à l'assurance, il est la tête pensante de l'équipe.
- Gina Bellman : Sophie Devereaux, spécialiste de l'arnaque.
- Christian Kane : Eliot Spencer, expert en arts martiaux, il préfère ne pas utiliser d'armes à feu.
- Beth Riesgraf : Parker. Elle n'a pas de prénom. C'est une voleuse de haute-volée et une spécialiste de l'infiltration.
- Aldis Hodge : Alec Hardison, le hacker et spécialiste de l'informatique.

### Acteurs récurrents
- Elisabetta Canalis (VF : Ethel Houbiers) : l'italienne
- Robert Blanche (en) (VF : Fabrice Lelyon) : capitaine Bonnano
- Gerald Downey : agent spécial McSweeten du FBI

### Invités
- Edwin Hodge : Billy Epping (épisode 1)
- Dennis Bateman : Adam Worth IV (épisode 1)
- Arye Gross (VF : Philippe Siboulet) : Larry Dubermann (épisode 2)
- Anthony Azizi (de) : le chef des agents du Vézarat (épisode 2)
- Richard Chamberlain (VF : Pierre Dourlens) : Archie Leach, le mentor de Parker (épisode 3)
- Lisa Brenner (VF : Chantal Baroin) : Dr Anne Hannity (épisode 3)
- Giancarlo Esposito (VF : Lionel Henry) : Alexander Moto (épisode 4)
- Michael O'Keefe (VF : Michel Dodane) : Darren Hoffman (épisode 5)
- Katie Lowes : Ashley Moore (épisode 5)
- Tracy Gaillard : Jennifer Pearson (épisode 5)
- John Schneider : Mitchell Kirkwood, un producteur de musique country (épisode 6)
- Alona Tal : Kaye Lynn Gold (épisode 6)
- Tom Skerritt (VF : Patrick Béthune) : Jimmy Ford (épisode 9)
- John Billingsley : Coswell (épisode 11)
- James Frain : John Douglas Keller (épisode 12)
- Wil Wheaton (VF : Geoffrey Vigier) : Colin « Chaos » Mason (épisode 14)
- Dave Foley : Eben Dooley Jr. (épisode 14)
- Goran Visnjic (VF : Stéphane Ronchewski) : Damian Moreau[2] (épisodes 15 et 16)

## Résumé de la saison
Après avoir fait évader Nathan de prison, l'équipe se retrouve obligée de travailler pour une mystérieuse italienne qui leur laisse six mois pour faire tomber un riche homme d'affaires, trafiquant d'armes et banquier du crime international, Damian Moreau, faute de quoi Nathan retournera en prison et ses équipiers seront éliminés.

## Liste des épisodes

### Épisode 1:Le Coup de la prison
- États-Unis : 20 juin 2010 sur TNT
- Québec : 24 août 2011 sur AddikTV
- France : 4 septembre 2011 sur TPS Star[3],[4]

- États-Unis : 3,11 millions de téléspectateurs (première diffusion)

- Edwin Hodge (Billy Epping)
- Dennis Bateman (Adam Worth IV)
- Elisabetta Canalis (Mystery Woman)

### Épisode 2:Le Coup des anciens élèves
- États-Unis : 20 juin 2010 sur TNT
- Québec : 31 août 2011 sur AddikTV
- France : 11 septembre 2011 sur TPS Star[4]

- États-Unis : 2,95 millions de téléspectateurs (première diffusion)

- Arye Gross (Larry Dubermann)
- Ricki Bhullar (Cyrus Madavhi)
- Anthony Azizi (Le chef des agents du Vézarat)
- Kari Wuhrer (Miranda Miles / Nikki)

### Épisode 3:Le Coup de Steranko
- États-Unis : 27 juin 2010 sur TNT
- Québec : 7 septembre 2011 sur AddikTV
- France : 11 septembre 2011 sur TPS Star[4]

- États-Unis : 3,45 millions de téléspectateurs (première diffusion)

- Richard Chamberlain (Archie Leach)
- Lisa Brenner (Dr Anne Hannity)

### Épisode 4:Le Coup des diamants
- États-Unis : 27 juin 2010 sur TNT
- Québec : 14 septembre 2011 sur AddikTV
- France : 18 septembre 2011 sur TPS Star[4]

- États-Unis : 3,24 millions de téléspectateurs (première diffusion)

- Giancarlo Esposito (Alexander Moto)

### Épisode 5:Le Coup du laboratoire
- États-Unis : 11 juillet 2010 sur TNT
- France : 18 septembre 2011 sur TPS Star[4]
- Québec : 21 septembre 2011 sur AddikTV

- États-Unis : 2,89 millions de téléspectateurs (première diffusion)

- Michael O'Keefe (Darren Hoffman)
- Katie Lowes (Ashley Moore)
- Tracy Gaillard (Jennifer Pearson)

### Épisode 6:Le Coup du studio
- États-Unis : 18 juillet 2010 sur TNT
- France : 25 septembre 2011 sur TPS Star[4]
- Québec : 28 septembre 2011 sur AddikTV

- États-Unis : 3,91 millions de téléspectateurs (première diffusion)

- John Schneider (Mitchell Kirkwood)
- Alona Tal (Kaye Lynn Gold)

### Épisode 7:Le Coup du fisc
- États-Unis : 25 juillet 2010 sur TNT
- France : 2 octobre 2011 sur TPS Star[4]
- Québec : 5 octobre 2011 sur AddikTV

- États-Unis : 3,91 millions de téléspectateurs (première diffusion)

- Garland Lyons (Owens)
- Gavin Hoffman (Chester)
- Clancy Brown (Hugh Whitmann)

### Épisode 8:Le Coup des voitures clonées
- États-Unis : 1er août 2010 sur TNT
- Québec : 12 octobre 2011 sur AddikTV
- France : 16 octobre 2011 sur TPS Star[4]

- États-Unis : 3,49 millions de téléspectateurs (première diffusion)

- Bill Engvall (Duke Penzer)
- Don Alder (Lefty)
- Malese Jow (Josie)

### Épisode 9:Le Coup du bonneteau
- États-Unis : 8 août 2010 sur TNT
- Québec : 19 octobre 2011 sur AddikTV
- France : 23 octobre 2011 sur TPS Star[4]

- États-Unis : 3,21 millions de téléspectateurs[5] (première diffusion)

- Tom Skerritt (Jimmy Ford)
- David Meunier (Peter)

### Épisode 10:Le Coup de la mine
- États-Unis : 15 août 2010 sur TNT
- Québec : 26 octobre 2011 sur AddikTV
- France : 30 octobre 2011 sur TPS Star[4]

- États-Unis : 3,12 millions de téléspectateurs (première diffusion)

- Bruce Davison (Dan Blackwell)
- Annie Fitzgerald (Debra Pierce)
- Colton Lasater (Cory)

### Épisode 11:Le Coup du musée Boston
- États-Unis : 22 août 2010 sur TNT
- Québec : 2 novembre 2011 sur AddikTV
- France : 6 novembre 2011 sur TPS Star[4]

- États-Unis : 3,37 millions de téléspectateurs (première diffusion)

- John Billingsley (Coswell)
- Traber Burns (Gladstone)

### Épisode 12:Le Coup du roi Georges
- États-Unis : 29 août 2010 sur TNT
- Québec : 9 novembre 2011 sur AddikTV
- France : 20 novembre 2011 sur TPS Star[4]

- États-Unis : 2,89 millions de téléspectateurs (première diffusion)

- James Frain (John Douglas Keller)

### Épisode 13:Le Coup du lendemain matin
- États-Unis : 5 septembre 2010 sur TNT
- Québec : 16 novembre 2011 sur AddikTV
- France : 27 novembre 2011 sur TPS Star[4]

- États-Unis : 3,74 millions de téléspectateurs (première diffusion)

- Spencer Garrett (Marc Vector)

### Épisode 14:Le Coup du Père Noël
- États-Unis : 12 décembre 2010 sur TNT
- Québec : 23 novembre 2011 sur AddikTV
- France : 4 décembre 2011 sur TPS Star[4]

- États-Unis : 2,1 millions de téléspectateurs (première diffusion)

- Dave Foley (Eben Dooley Jr.)
- Wil Wheaton (Colin « Chaos » Mason)

### Épisode 15:Le Coup du Big Bang
- États-Unis : 19 décembre 2010 sur TNT
- Québec : 30 novembre 2011 sur AddikTV
- France : 11 décembre 2011 sur TPS Star[4]

- États-Unis : 4 millions de téléspectateurs (première diffusion)

- Goran Visnjic (Damian Moreau)
- Timothy Carhart (General Elias Atherton)
- Geoffrey Blake (Bixby)
- Michael E. Rodgers (Chapman)
- Ginger Williams (Yasmine)

### Épisode 16:Le Coup de San Lorenzo
- États-Unis : 19 décembre 2010 sur TNT
- Québec : 7 décembre 2011 sur AddikTV
- France : 18 décembre 2011 sur TPS Star[4]

- États-Unis : 4,2 millions de téléspectateurs (première diffusion)

- Goran Visnjic (Damian Moreau)
- Alastair Duncan (President Edwin Ribera)
- Tim Blough (General Flores)
- Gilberto Martin Del Campo (Michael Vittori)